# Троицк (Усольский район)
Троицк — село в Пермском крае России. Входит в Березниковский городской округ в рамках организации местного самоуправления и в Усольский район в рамках административно-территориального устройства края.

## География
Село расположено примерно на 11 километров по прямой на восток-юго-восток от города Березники недалеко от автомобильной дороги Березники-Яйва.
Климат
Климат умеренно-континентальный с суровой продолжительной зимой и тёплым коротким летом. Самый холодный месяц — январь со среднемесячной температурой (-15,7 °C), самый тёплый — июль со среднемесячной температурой (+17,4 °C). Продолжительность безморозного периода в среднем составляет 114 дней. Общее число дней с положительной температурой 190. Последний весенний заморозок в среднем наблюдается в конце мая, а первый осенний — в конце второй декады сентября. Среднегодовая температура воздуха по данным города Березники 0,9 °C.

## История
В 1920 году в селе кроме церкви была школа. В 1961 году, когда центр сельсовета переехал из села в посёлок Железнодорожный, школа закрылась. В этот период в селе насчитывалось 15 дворов. 
С 2004 до 2018 года село входило в Троицкое сельское поселение Усольского муниципального района, с 2018 года включено в Троицкий территориальный отдел Березниковского городского округа.

## Население
| 2010 |
| ---- |
| 14   |

Постоянное население деревни составляло 11 человек (русские 82 %) в 2002 году, 14 человек в 2010 году.